# Hendrik Wilhelm Carel Reyneke van Stuwe
Hendrik Wilhelm Carel Reyneke van Stuwe (Den Haag, 2 juli 1826 - Breda, 26 oktober 1888), was een Nederlands luitenant-kolonel adjudant van het Nederlands-Indische leger en burgemeester van Sneek, onder meer officier in de Militaire Willems-Orde.

## Familie

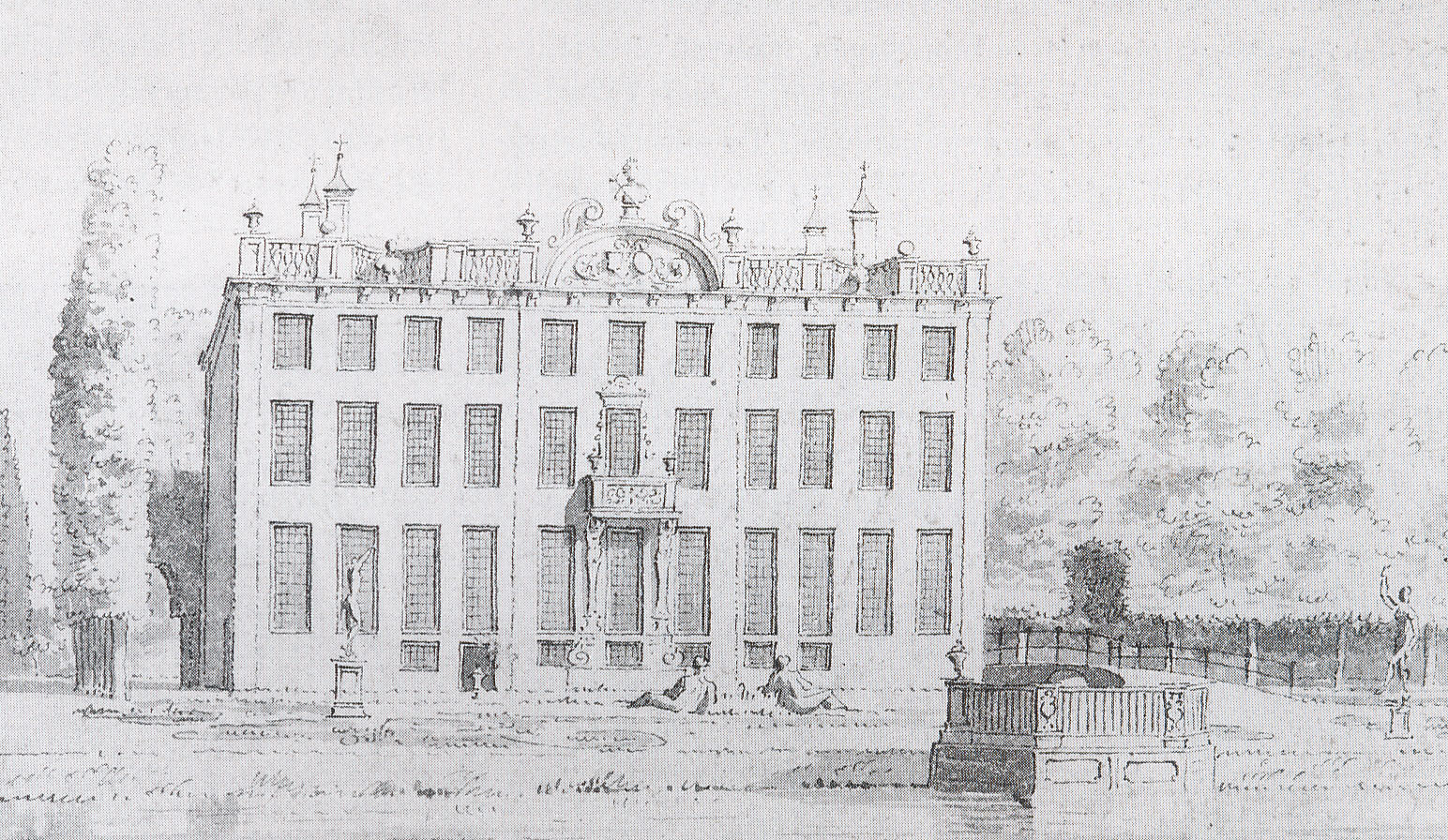
Huis Ter Meer, woonhuis van het gezin in 1880

Van Stuwe werd in 1826 geboren als zoon van sergeant-majoor Jan Hendrik Reineke van Stuwe en Jacqueline Pierretta Gaberel. Zijn vader, in 1791 geboren te Amsterdam, was een zoon van Johann Martin Joachim Reynecke en Anna van Stuwe. De kinderen van dat echtpaar hadden allen de achternaam Van Stuwe, maar in de familie gaf men meerdere kinderen "Reyneke" als laatste voornaam. Bij vonnis van de rechtbank van Den Haag van 15 juni 1866 verkreeg Hendrik Wilhelm Carel van Stuwe het recht om de laatste voornaam Reyneke aan te nemen. Vervolgens liet hij zich Reyneke van Stuwe noemen, alsof hij een dubbele achternaam had. Van Stuwe trouwde met Johanna Maria Wilhelmina de Jong en had vier kinderen: Henri (1869-1910), Jeanne (1874-1951), Jacob (1876-1962) en Jacqueline (1871-1955). Jeanne en Jacqueline werden allebei schrijfster.

## Loopbaan
Van Stuwe diende als onderofficier infanterie bij het Indische leger in het voormalige sultanaat Deli (Sumatra). De bijnaam De leeuw van Deli zou hij te danken hebben aan zijn grote verdiensten bij de overmeestering van Deli. In 1855 kreeg Van Stuwe de Militaire Willems-Orde 4e klasse (Koninklijk Besluit van 7 mei 1855 nummer 24), in 1857 de bijzondere onderscheiding van de Eresabel voor betoonde dapperheid tijdens de krijgsverrichtingen in de Sumatraanse residentie Palembang (Koninklijk Besluit van 4 september 1857 nummer 51), en in 1860 werd hij bevorderd tot ridder in de derde klasse of officier in de Militaire Willems-Orde (Koninklijk Besluit van 13 april 1860). In Semarang bezat Van Stuwe suikerplantages, die hem een enorm fortuin opleverden, en de bijnaam Suikerlord. In 1874 verhuisde het gezin Van Stuwe naar Nederland. Op 11 augustus 1876 werd Van Stuwe bij Koninklijk Besluit benoemd tot burgemeester van de Friese stad Sneek. Op eigen verzoek werd deze benoeming niet veel later teruggedraaid. Bij Koninklijk Besluit van 27 november 1876 no. 22 werd hij uit het ambt ontheven en werd Jacob van Driessen aangesteld als nieuwe burgemeester. Van Stuwe is nooit actief burgemeester van de stad geweest, zijn ambtsperiode werd volledig waargenomen door Van Driessen.
Vanaf 1880 woonde het gezin enige tijd op het buitenhuis Ter Meer in Maarssen, waarna het verhuisde naar Breda, waar Van Stuwe een riant herenhuis liet bouwen. Door de suikercrisis verloor hij zijn grote kapitaal, waarna hij korte tijd later overleed. Na zijn overlijden vertrok het gezin naar Den Haag, waar het onder meer woonachtig was aan de Reinkenstraat 14.